# Абугов, Сергей Александрович
Абу́гов Серге́й Алекса́ндрович (род. 14 декабря 1960, Москва) — российский эндоваскулярный хирург, практикующий врач высшей категории, заведующий отделением рентгенохирургических (рентгенэндоваскулярных) методов диагностики и лечения Российского научного центра хирургии имени академика Б. В. Петровского (РНЦХ). Заведующий кафедрой рентгенэндоваскулярных диагностики и лечения РМАНПО (Российская медицинская академия непрерывного последипломного образования). Профессор, доктор медицинских наук, член-корреспондент РАН.

## Биография
Родился в 1960 году в Москве, РСФСР (ныне — Российская Федерация). Отец работал рентгенохирургом во Всесоюзном научном центре хирургии (ВНЦХ) АМН СССР. Учился в школе с углубленным изучением английского языка. В 1983 году окончил лечебный факультет Первого Московского государственного медицинского университета имени И. М. Сеченова. С 1983 года клинический ординатор, далее научный сотрудник исследовательского центра кардиологии имени Е. И. Чазова. В 1990 году защитил кандидатскую диссертацию на тему: «Рентгеноморфологическая характеристика группы больных ишемической болезнью сердца с изолированным поражением одной коронарной артерии» (научный руководитель — Савченко Анатолий Петрович). С 1992 работает в РНЦХ им. акад. Б. В. Петровского. В 1995 году на базе РМАНПО основал первый в стране курс по рентгенэндоваскулярным диагностике и лечению. В 1998 году стал доктором медицинских наук. В 2010 году создал и возглавил кафедру рентгенэндоваскулярных диагностики и лечения РМАНПО. С 2018 года является руководителем отделения рентгенохирургических (рентгенэндоваскулярных) методов диагностики и лечения РНЦХ имени академика Б. В. Петровского. В 2022 году избран в члены-корреспонденты РАН.

## Практическая деятельность
Коллектив отделения под руководством Абугова С. А. является одним из лидеров в эндоваскулярном лечении сложных патологий аорты в Российской Федерации. В отделении рентгенохирургических методов диагностики и лечения РНЦХ им. акад. Б. В. Петровского ежегодно совершенствуются принципы лечения аневризм и расслоений аорты. Совместно с Чарчяном Э. Р. и другими коллегами в клиническую практику внедрён гибридный мультидисциплинарный подход к диагностике, выявлению и хирургическому лечению пациентов, сформирована группа специалистов различный профилей: «аортальная команда».

## Научная деятельность
Ведёт педагогическую работу в качестве заведующего кафедрой РМАНПО. Подготовил к практической деятельности более 3 тысяч курсантов, десятки ординаторов и аспирантов из различных регионов страны. Создал собственную научную школу, под его руководством защищено 3 докторских и 20 кандидатских диссертаций, защищена первая в Российской Федерации диссертация по специальности «Рентгенохирургия». Опубликовано более 200 научных работ. Его ученики работают в большинстве городов Российской Федерации, ближнего и дальнего зарубежья. Член The Society for Cardiovascular Angiography and Interventions, заместитель главного редактора журнала «Эндоваскулярная хирургия», член редколлегий журналов:
- «Вестник рентгенологии»,
- «Клиническая и экспериментальная хирургия»,
- «Неотложная кардиология»,
- «Кардиология и сердечнососудистая хирургия».

Заместитель председателя Российского научного общества специалистов по рентгеноэндоваскулярной диагностике и лечению, эксперт РАН.

## Достижения
Относятся к разработке и изучению рентгенэндоваскулярных и гибридных подходов в диагностике и лечении аневризм и расслоений грудной, торакоабдоминальной и брюшной аорты:
- изучены результаты тотального эндоваскулярного подхода у больных с аневризмами инфраренальной аорты в сравнении с «открытой» хирургией;
- разработаны алгоритмы эндоваскулярного и «открытого» подхода к лечению больных с аневризмами грудной аорты а также при её расслоении.

Также разработаны алгоритмы эндоваскулярного лечения при различных поражениях коронарного русла.